# Детская Новая волна 2011
Де́тская Но́вая волна́ 2011 (англ. New Wave Junior 2011; латыш. 2011. gada Jaunais Vilnis) — четвёртый ежегодный международный конкурс юных исполнителей популярной музыки «Детская Новая Волна», финал которого проходил с 20 по 22 августа 2011 года в «Артеке». Победителем стал Андраник Алексанян, представлявший на конкурсе Украину, приз зрительских симпатий достался участнице из Латвии Агате Албекейте. Конкурс транслировался телеканалом «Россия-1» 27-28 августа 2011 года.

## Место проведения
В 2010 году, после подписания меморандума о проведении конкурса под патронажем Президента Украины Виктора Януковича, местом проведения был выбран детский лагерь «Артек» в Крыму.
«Артек» — самый знаменитый пионерский лагерь СССР и визитная карточка Пионерской организации страны. Долгое время служил местом приёма делегаций из социалистических стран, а также глав государств ближнего и дальнего зарубежья.

## Участники
| Имя, Фамилия       | Страна    |
| ------------------ | --------- |
| Лидушик            | Армения   |
| Елена Грязнова     | Беларусь  |
| Ивайло Филиппов    | Болгария  |
| Паулина Верети     | Германия  |
| Стефан Ричи        | Италия    |
| Ванесса-Мария      | Казахстан |
| Агате Албекейте    | Латвия    |
| Соня Лапшакова     | Россия    |
| Ольга Мишагина     | Украина   |
| Никита Лучко       | Украина   |
| Полина Андреева    | Украина   |
| Андраник Алексанян | Украина   |
| Диана Калашова     | Чехия     |
| Лиза Аякс          | Швеция    |
| Паша Артёмов       | Россия    |

## Состав жюри
В состав жюри вошло 11 человек:
- Игорь Крутой (Председатель)
- Сергей Лазарев
- Алсу
- Ирина Дубцова
- Ани Лорак
- Нюша
- Вера Брежнева
- Филипп Киркоров
- Лев Лещенко
- Влад Соколовский
- Анна Аббасова

## Финал
Финал проходил с 20 по 22 августа 2011 года в международном центре «Артек». В нём приняли участие конкурсанты из 11 стран — России, Армении, Украины, Белоруссии, Германии, Казахстана, Чехии, Швеции, Болгарии, Латвии и Италии. В детском центре «Артек», где проходил конкурс, 15 детей в возрасте от 8 до 13 лет демонстрировали свои таланты. Победителем «Детской новой волны» стал Андраник Алексанян, представлявший на конкурсе Украину. Второе место занял 11-летний Ивайло Филиппов из Бургаса (Болгария). Третье место конкурса завоевал 12-летний Никита Лучко, также представлявший Украину.
Приз «За самое яркое выступление» получила Соня Лапшакова из России. Награда «Мы талантливы» была вручена 12-летнему Паше Артёмову из России, который получил право ротации на «Детском радио».